# Näset, Borgå
Näset är en udde i Finland. Den ligger i Borgå och landskapet Nyland, i den södra delen av landet, 40 km nordost om huvudstaden Helsingfors.
Terrängen inåt land är platt. Havet är nära Näset åt sydost.